# Коршуновский сельсовет
Ко́ршуновский сельсове́т — сельское поселение в Михайловском районе Амурской области.
Административный центр — село Коршуновка.

## История
Коршуновский сельсовет образован в 1927 году.
11 июля 2005 года в соответствии с Законом Амурской области № 30-ОЗ муниципальное образование наделено статусом сельского поселения.

## Население
| 2002 | 2010 | 2011 | 2012 | 2013 | 2014 | 2015 |
| ---- | ---- | ---- | ---- | ---- | ---- | ---- |
| 790  | ↘630 | →630 | ↘626 | →626 | ↘624 | ↘603 |
| 2016 | 2017 | 2018 | 2021 |      |      |      |
| ↘577 | ↘568 | ↘555 | ↘420 |      |      |      |

## Состав сельского поселения
| № | Населённый пункт | Тип населённого пункта       | Население |
| - | ---------------- | ---------------------------- | --------- |
| 1 | Коршуновка       | село, административный центр | ↘420      |
| 2 | Красный Восток   | село                         | ↘81       |
| 3 | Нижнезавитинка   | село                         | ↘54       |